# Oates Piedmont Glacier
Oates Piedmont Glacier är en glaciär i Antarktis. Den ligger i Östantarktis. Nya Zeeland gör anspråk på området. Oates Piedmont Glacier ligger 148 meter över havet.
Terrängen runt Oates Piedmont Glacier är platt åt nordost, men åt sydväst är den kuperad. Terrängen runt Oates Piedmont Glacier sluttar österut. Trakten är obefolkad. Det finns inga samhällen i närheten.